# Zoran Barišić
Zoran „Zoki“ Barišić (* 22. Mai 1970 in Wien) ist ein ehemaliger österreichischer Fußballspieler auf der Position eines Mittelfeldspielers und heutiger -trainer.

## Vereinskarriere
Barišić gab sein Debüt in der Bundesliga im Jahr 1989 für den Wiener Sport-Club. Nachdem die Dornbacher während dieser Zeit sportlich und finanziell ins Trudeln gerieten verließ der Mittelfeldspieler den Verein nach dem Abstieg in die zweite Liga und wechselte zum Favoritner AC, einem Klub der ebenfalls in der 2. Division der Bundesliga spielte. Nachdem Barišić den Aufstieg in die erste Liga mit der Mannschaft knapp verpasst hatte, verließ er die Favoritner bereits nach einer Saison und ging nach Niederösterreich zum VfB Mödling, der seinerseits zuvor den Aufstieg in die Bundesliga geschafft hatte. Obwohl Zoran Barišić mit dem damaligen Erstdivisionär durchaus Erfolge verzeichnen konnte und sich auch für die neugeschaffene Zehnerliga qualifizierte, hielt es ihn aber auch in Mödling nur ein Jahr.

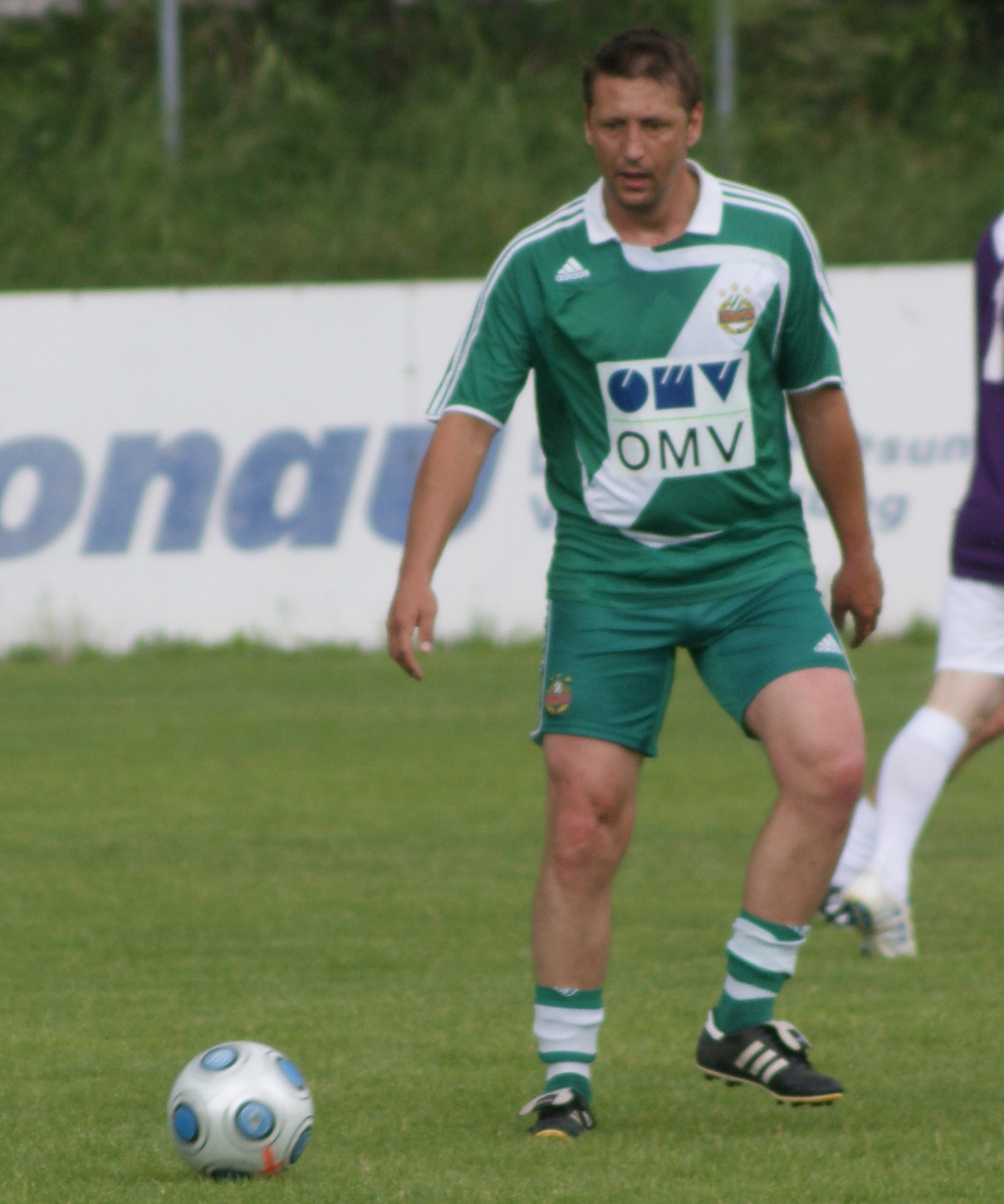
Zoran Barišić bei einem Seniorenspiel.

1993 wechselte er zu SK Rapid Wien und erspielte sich bald einen Stammplatz in der Kampfmannschaft. 1995 gewann er mit den Hütteldorfern den österreichischen Pokalbewerb und ein Jahr später feierte er auch deren ersten Meistertitel seit 1988. Zoran Barisic hatte auch bei den Erfolgen der „legendären“ Mannschaft der Saison 1995/96 einen großen Anteil und zählte neben den damaligen Stars wie Trifon Ivanov und Carsten Jancker zu den verlässlichsten Spielern seines Teams. Mit Rapid gewann er nicht nur den 30. Meistertitel der Hütteldorfer in deren Vereinsgeschichte, sondern spielte sich mit der Erfolgsmannschaft mit Siegen über Sporting Lissabon, Dynamo Moskau und Feyenoord Rotterdam bis ins Finale des Europapokals der Pokalsieger, das nach einer äußerst guten Leistung seiner Mannschaft mit 0:1 gegen Paris Saint-Germain nur knapp verloren ging.
Nach der Qualifikation zur Champions League verließ Barišić den SK Rapid und ging für einige Monate in die oberösterreichische Hauptstadt zum FC Linz. Nach der Liquidierung des Traditionsvereins durch Fusion mit dem LASK Linz zog es den Wiener zum FC Tirol Innsbruck. Mit den Innsbruckern feierte er unter Trainer Kurt Jara drei Meistertitel in Folge und schaffte 1999 ein Mal den Sprung in die Nationalmannschaft. 2002 wechselte Zoki, auf Grund der Auflösung des Vereins, wieder zurück zum inzwischen fusionierten VfB Admira Wacker Mödling. 2004/05 spielte Zoran Barišić in der Regionalliga Ost für den burgenländischen Verein SC Eisenstadt. 2005 organisierte Barišić sein erstes Fußballjugendcamp für zehn bis 14-jährige Nachwuchskicker auf der Sportanlage des Wiener Oberligavereins Hellas Kagran.

## Nationalmannschaft
Am 6. Juni 1999 trat Barišić zum einzigen Mal im Dress der österreichischen Fußballnationalmannschaft auf. Doch das Auswärtsmatch gegen Israel im Rahmen der Qualifikation zur Fußball-Europameisterschaft 2000 endete mit einem 0:5 zugunsten der Israelis. Barišić, der enttäuscht von der Professionalität in der Mannschaft unter Otto Barić war, wollte danach kein weiteres Mal mehr für die ÖFB-Auswahl eingesetzt werden.

## Karriere als Trainer und Sportdirektor

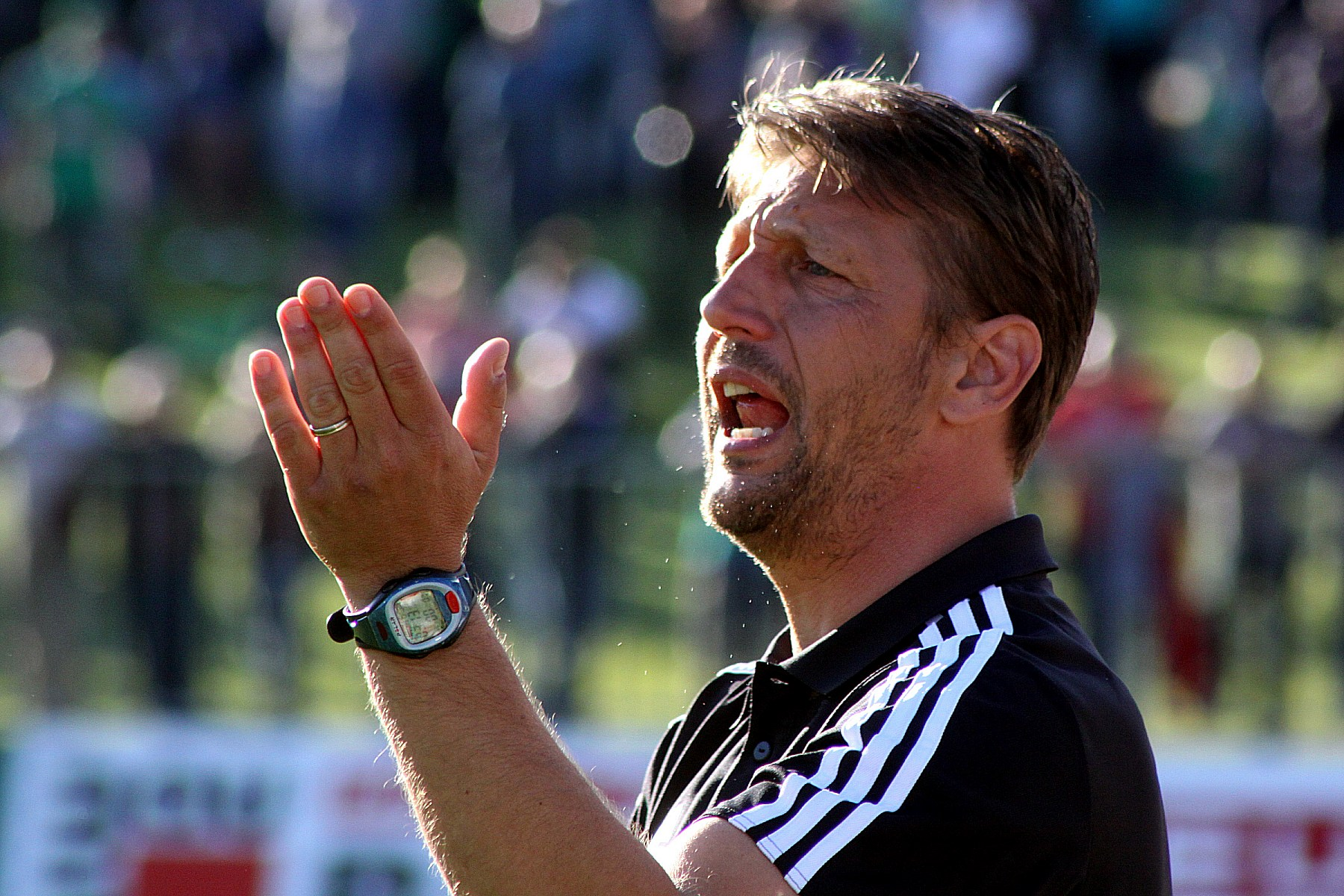
Zoran Barišić als Trainer des SK Rapid Wien im Mai 2013

Im September 2006 wurde Barišić von Rapids damaligem Sportdirektor Peter Schöttel zum Co-Trainer unter dem ebenfalls neu verpflichteten Trainer Peter Pacult bestellt. Nach Differenzen zum Start der Spielzeit 2009/10 ließ ihn Pacult durch den von ihm präferierten Leopold Rotter ersetzen, woraufhin er als Trainer in die Jugendakademie des Vereins wechselte.
Nach der fristlosen Kündigung von Pacult im April 2011 übernahm er interimistisch dessen Nachfolge beim SK Rapid Wien. Mit Saisonbeginn 2011/12 übernahm er die Betreuung der Rapid-Amateure, nachdem Peter Schöttel zum Cheftrainer der Kampfmannschaft ernannt worden war. Als dieser im Frühjahr 2013 nach einer Serie von schlechten Ergebnissen mit dem Cup-Aus gegen den Regionalligisten Pasching als negativem Höhepunkt entlassen worden war, übernahm Barišić wieder den Trainerposten beim SK Rapid und erreichte mit seiner Mannschaft den dritten Platz in der Bundesliga. Anschließend wurde sein Vertrag bis 2014 verlängert, in der Saison 2013/14 wurde Rapid unter ihm Vizemeister und erreichte die Gruppenphase der Europa League, in der das Weiterkommen knapp verpasst wurde. Nach Saisonende wurde sein Vertrag vorerst um ein Jahr bis Sommer 2015 verlängert. Am 6. Juni 2016 gaben Rapid und Barišić die Trennung voneinander bekannt.
Am 16. Februar 2017 gab der türkische Erstligist Karabükspor die Verpflichtung Barišićs als neuen Trainer bekannt. Er erhielt dort einen Vertrag bis Sommer 2018. Im Juni machte er wegen ausständigen Gehaltszahlungen von einem Kündigungsrecht Gebrauch.
Im September 2018 wurde Barišić Cheftrainer von Olimpija Ljubljana. Er unterschrieb einen Dreijahresvertrag. Nach dem Ende der Herbstrunde, wo Barišić Cheftrainer von Olimpija Ljubljana war, und in 15 Spielen nur 1 Niederlage bekommen hat, hat er sein Amt nach Ende der Herbstsaison 2018 niedergelegt.
Ab 16. Mai 2019 war Barisic Sportdirektor des SK Rapid Wien. Im Oktober 2022 übernahm er als Nachfolger von Ferdinand Feldhofer Rapid interimistisch wieder als Cheftrainer. Ende Dezember 2022 wurde er als Geschäftsführer Sport von Markus Katzer abgelöst, im Februar 2023 wurde er anschließend wieder fest zum Cheftrainer bestellt. Die Saison 2022/23 beendete er mit Rapid schlussendlich als Vierter. Nachdem die Wiener in der Saison 2023/24 nach 14 Spieltagen aber nur auf dem achten Rang lagen, trennte sich Rapid im November 2023 von Barišić.

## Abseits vom Fußball
Abseits vom Fußball gründete Zoran Barišić 1998 die Kuba Rohstoffe AG, ein Handelsunternehmen für Südosteuropa, an dem er auch heute noch zu einem Drittel beteiligt ist. Daneben betreibt er das Einrichtungshaus „Artificium“.

## Titel
- 4 × Österreichischer Meister: 1996 (Rapid), 2000, 2001, 2002 (Tirol Innsbruck)
- 1 × Österreichischer Pokalsieger: 1995 (Rapid)